# Thomas A. White
Thomas A. White (ur. 12 sierpnia 1931 w Durrow w Irlandii; zm. 7 maja 2017 w Gowran) – irlandzki duchowny katolicki, arcybiskup, emerytowany nuncjusz apostolski.

## Życiorys
25 lutego 1956 otrzymał święcenia kapłańskie i został inkardynowany do diecezji Ossory. W 1958 rozpoczął przygotowanie do służby dyplomatycznej na Papieskiej Akademii Kościelnej.
27 maja 1978 został mianowany przez Pawła VI nuncjuszem apostolskim w Rwandzie oraz arcybiskupem tytularnym Sebana. Sakry biskupiej udzielił mu 30 lipca 1978 kardynał Agnelo Rossi.
Następnie reprezentował Stolicę Świętą w Etiopii (1983-1989).
14 października 1989 został przeniesiony do nuncjatury w Nowej Zelandii. 27 kwietnia 1996 przeszedł na emeryturę.
Zmarł 7 maja 2017.